# Pleșeni, Cantemir
Pleșeni este satul de reședință al comunei cu același nume  din raionul Cantemir, Republica Moldova.

## Demografie

### Structura etnică
Structura etnică a satului Pleșeni conform recensământului populației din 2004:
| Grup etnic                                               | Populație | % Procentaj  |
| -------------------------------------------------------- | --------- | ------------ |
| Băștinași declarați Moldoveni Băștinași declarați Români | 1176 2    | 98,08% 0,17% |
| Bulgari                                                  | 7         | 0,58%        |
| Ucraineni                                                | 6         | 0,50%        |
| Ruși                                                     | 4         | 0,33%        |
| Găgăuzi                                                  | 2         | 0,17%        |
| Țigani                                                   | 1         | 0,08%        |
| Alții                                                    | 1         | 0,08%        |
| Total                                                    | 1199      |              |